# هامنلینا ۲۵۳۵
سیارک ۲۵۳۵ (به انگلیسی: 2535 Hameenlinna، نامگذاری:1939DH) دو هزار و پانصد و سی و پنجمین سیارک کشف شده‌است که در ۱۷ فوریه ۱۹۳۹ کشف شد.
قدر مطلق سیارک برابر ۱۲٫۵۰ است.